# Efectul Casimir
Efectul Casimir, efect al mecanicii cuantice, a fost prezis de Hendrik Casimir și Dirk Polder în 1946 și verificat experimental în 1958 de Marcus Spaarnay.
Dacă se așază o pereche de plăci metalice paralele, foarte aproape una de cealaltă, în spațiu vid prin care se deplasează felurite radiații cu diferite lungimi de undă, efectul lor este o ușoară reducere a lungimilor de undă care se potrivesc între plăci, față de numărul lungimilor de undă din afară. Înseamnă că densitatea de energie a fluctuațiilor stării fundamentale dintre plăci, deși tot infinită, este mai mică decât densitatea de energie din afara lor cu o cantitate finită. Această diferență dintre densitățile de energie dă naștere unei forțe care împinge cele două plăci una spre alta, forță observată experimental.
Formula de calcul pentru forța care acționează asupra unori plăci ideale, perfect conductoare, în vid este:
{\displaystyle F={\frac {\pi hcA}{480d^{4}}}=1.300127\times 10^{-27}{\frac {A}{d^{4}}}}
unde A este suprafața plăcilor, d distanța între ele, h este constanta lui Planck și c viteza luminii.